# 克里斯琴森冰川
克里斯琴森冰川（英語：Christiaensen Glacier），是南極洲的冰川，位於毛德皇后地的哈拉爾王子海岸，處於法比奧拉王后山脈地區，流經伊斯更斯山和德龍山之間，在1960年10月7日由比利時探險隊發現，現時由南極條約體系管理。